# Колотаев, Владимир Алексеевич
Владимир Алексеевич Колотаев (13 апреля 1963) — российский организатор высшего образования, киновед; доктор филологических наук и искусствоведения, профессор РГГУ. Декан факультета истории искусства РГГУ, заведующий кафедрой кино и современного искусства РГГУ.
Главный редактор журнала «Артикульт», заместитель главного редактора «Вестника РГГУ. Сер. Философия. Социология. Искусствоведение». Председатель диссертационного совета Д 24.2.366.10. Публиковался в журнале «Икусство кино».

## Биография
С 2003 года начал совмещать работу в РГГУ и Русской антропологической школе (РАШ) под руководством Вяч. Вс. Иванова с работой профессора кафедры русской литературы XX века МПГУ им. В. И. Ленина. В 2004 году стал штатным профессором УНЦ «История и экранная культура» факультета истории искусства РГГУ.
Работал совместителем в ГИИ с 2005 по 2010 год в секторе теории искусства, где в 2006 году под руководством Н. А. Хренова и в соавторстве с Е. В. Улыбиной создал теорию стадиального развития идентичности. В 2010 году лицензировал и открыл на факультете истории искусства магистерские программы «Визуальные медийные искусства», «Искусство кино». В том же году открыл аспирантуру по двум шифрам: 17.00.03 и 17.00.04.
В 2011 году создал электронный научный журнал «Артикульт», который вошёл в перечень ВАК. При поддержке руководства факультета, декана И. В. Бакановой, в 2011 году создал самофинансируемую структуру дополнительного образования «Высшая школа художественных практик и музейных технологий» (ХПМТ).
В 2013 году создал кафедру кино и современного искусства, которая реализует четыре магистерские программы и один бакалаврский профиль «Теории и практика современного искусства». С того же года декан факультета истории искусства.
В 2014 году как декан принял решение о разделении кафедры всеобщей истории искусств (ВИИ) на две: кафедру теории и истории искусства Нового и Новейшего времени и ещё одну — Древнего мира и Средних веков, что вызвало недовольство у части сотрудников: была опубликована петиция «Остановите расформирование Кафедры Всеобщей истории искусства РГГУ!».
В 2016 году был кандидатом в ректоры РГГУ.
В 2022 году защитил докторскую диссертацию «Репрезентация моделей идентичности в структуре драматургического конфликта в игровом кино ХХ-XXI веков».

## Научные труды
Автор монографий «Поэтика деструктивности» (1997), «Поэтика деструктивного эроса» (2001), «Под покровом взгляда: Офтальмологическая поэтика кино и литературы» (2003), «Постмодернизм: взгляд из ХХI века» (2009, в соавт.), «Метаидентичность: киноискусство и телевидение в системе построения способов жизни» (2010).